# 富沢町 (太田市)
富沢町（とみざわちょう）は、群馬県太田市にある地名（町丁）。郵便番号は373-0832。

## 概要
沢野地区にある町丁。

## 地理

### 近隣町丁
- 福沢町
- 細谷町
- 牛沢町
- 高林北町

## 世帯数と人口
2022年（令和4年）3月31日現在の世帯数と人口は以下の通りである。
| 町丁   | 世帯数  | 人口   |
| ------ | ------- | ------ |
| 富沢町 | 587世帯 | 1395人 |

## 交通

### 鉄道
町内に鉄道は通っていない。 

### 道路
- 埼玉県道・群馬県道301号妻沼小島太田線

## 施設
- 太田市立沢野中央小学校